# Mus mattheyi
Mus mattheyi és una espècie de mamífer rosegador de la família dels múrids. Viu a Burkina Faso, Costa d'Ivori, Ghana, Guinea, Mali, el Níger, el Senegal i el Txad. El seu hàbitat natural són les sabanes. És una espècie en risc mínim, és a dir, no sembla que hi hagi cap amenaça significativa per a la seva supervivència. L'espècie fou anomenada en honor del biòleg suís Robert Matthey.